# Мэрэску, Николае
Николае Мэрэску (рум. Nicolae Mărăscu; сентябрь 1898, Зворска, Долж — 1938) — румынский регбист, центровой. Бронзовый призёр летних Олимпийских игр 1924 года.

## Биография
Николае Мэрэску родился в сентябре 1898 года в румынской деревне Зворска.
В подростковом возрасте основал в Бухаресте регбийную команду «Стадиул Ромын», играл за неё на позиции центрового. Во время учёбы во Франции, где он изучал промышленную химию, в 1920 году выступал за парижский «Стад Франсе», в 1921—1922 годах — за «Лилль».
В 1919 году играл за сборную Румынии в матче с Францией (5:48) на Межсоюзнических играх в Париже, где румыны стали третьими.
В 1924 году вошёл в состав сборной Румынии по регби на летних Олимпийских играх в Париже и завоевал бронзовую медаль. Играл на позиции центрового, провёл 2 матча, очков не набирал.
Семья Мэрэску оплатила поездку в Париж на поезде его товарищам из «Стадиул Ромын».
В 1927 году сыграл за сборную Румынии в товарищеских матчах против Франции и Чехословакии.
Умер в 1938 году.

## Память
6 июня 2012 года в составе сборной Румынии, завоевавшей бронзу летних Олимпийских игр 1924 года, введён в Зал славы регби.